# Dracula (opera teatrale)
Dracula è un'opera teatrale del drammaturgo irlandese Hamilton Deane, andata in scena in prima assoluta a Derby nel 1924. Successivamente revisionata da John L. Balderston per l'esordio a Broadway del 1927, la pièce è stata il primo adattamento autorizzato di Dracula di Bram Stoker (1897) e si rivelò un enorme successo commerciale, tanto da essere riadattato nell'omonimo film del 1931 con Bela Lugosi nel ruolo del vampiro. Il testo revisionato da Balderston fu poi utilizzato in tutti gli allestimenti successivi del dramma.

## Trama
- La trama che segue è quella della versione revisionata del 1927.

John Harker va a trovare la fidanzata Lucy Seward al sanatorio gestito da suo padre, il dottor Seward, che ha richiesto l'aiuto del professor Abraham Van Helsing per il caso della figlia: Lucy infatti sta manifestando tutti i sintomi sofferti dall'amica Mina Weston, recentemente morta dello stesso male che affligge la giovane. Come Lucy, Mina si lamentava dei brutti sogni e aveva due segni simili a punture sul collo. R.M. Renfield, un paziente mentalmente instabile del dottor Seward noto per nutrirsi di insetti, supplica il dottore di essere mandato in un altro istituto per poter salvare la propria anima. Van Helsing improvvisamente sventola dell'aconitum sotto il naso di Renfield, che indietreggia e reagisce con rabbia. Dopo aver fatto portar via il folle, John entra con Lucy, che racconta al professore di aver sognato una fitta nebbia che si addensava nella sua camera e dentro la quale si celava un uomo dagli ardenti occhi rossi. Van Helsing esamina i fori sul suo collo ma la sua visita viene interrotta dall'arrivo del conte Dracula, un nobile transilvano che si è recentemente trasferito in zona e che offre il suo aiuto nel caso della giovane. Rimasto solo con Seward e John, Van Helsing informa il padre e il fidanzato di Lucy che la giovane è stata morsa da un vampiro, un non-morto che si nutre di sangue umano fino a prosciugare la vittima. I vampiri possono vivere per secoli, hanno poteri soprannaturali e odiano l'odore dell'aconito. Van Helsing ipotizza che Dracula potrebbe essere un vampiro, ma scaccia il pensiero perché sa che i vampiri sono costretti a dormire nella terra in cui sono stati sepolti e il conte si trova a Londra e non in Transilvania. Il professore decide di tendere un'imboscata al vampiro e di nascondersi in camera di Lucy mentre dorme e con il calare delle tenebre Dracula entra nella camera della giovane. Sentendo Lucy gridare Van Helsing accende la luce giusto in tempo per vedere un pipistrello volare via dalla stanza. Istanti dopo Dracula irrompe nella stanza: ha sentito l'urlo di Lucy e vuole accertarsi della salute della ragazza.
La sera dopo Van Helsing, John e Seward si riuniscono per parlare dei risultati delle loro ricerche: il conte è arrivato in Inghilterra tre giorni prima che la malattia di Mina cominciasse a manifestarsi e aveva portato con sé dalla Romania sei scatole piene di terra transilvana. Van Helsing capisce quindi come faccia il conte a sopravvivere lontano dalla sua terra natia e annuncia di dover purifcare la terra di Dracula con dell'acqua santa per far sì che il vampiro non potesse più dormirci dentro. I tre vengono interrotti dalla risata isterica di Renfield e si accorgono che il paziente li stava spiando: John, Seward e Van Helsing interrogano il pazzo, che confessa che solo se il piano del professore avrà successo la sua anima e quella di Lucy si salveranno. Il colloquio è interrotto dall'arrivo di un pipistrello nella stanza, a cui Renfield giura fedeltà. Mentre John e Seward portano via il paziente, Dracula prova ad attaccare Van Helsing, che però lo scaccia con un'ostia; il professore annuncia quindi ai due compagni di avere la prova definitiva della colpevolezza del conte, ma è interrotto dall'arrivo di Lucy, che afferma che la donna misteriosa che da alcuni giorni attacca bambini di notte è in realtà Mina, ora una serva di Dracula. I tre uomini giurano di salvare Lucy e vanno a caccia del conte; Van Helsing lascia dell'aconito e un crocifisso nella stanza di Lucy per proteggerla dal vampiro, ma la serva della giovane è stata ipnotizzata da Dracula e rimuove gli oggetti che impediscono al conte di entrare.
Poco prima dell'alba Van Helsing e Seward hanno purificato con acqua benedetta cinque delle scatole di Dracula, ma non riescono a trovare e neutralizzare la sesta. Intanto nel sanatorio Lucy, ora sotto il controllo del conte, prova a sedurre John per morderlo, ma Van Helsing arriva in tempo per scacciarla con un crocifisso. Stordita, Lucy chiede agli uomini che ne è stato di Mina e Val Helsing le spiega di averle trafitto il cuore con un paletto, l'unico modo di uccidere un vampiro. Il professore spiega il suo piano di attirare il conte in casa prima dell'alba e riservagli la stessa fine toccata a Mina. Ma Dracula si rivela un nemico terribilmente potente e anche se non riesca a eliminare gli uomini annuncia che si ritirerà nella sesta scatola, dove dormirà per un secolo e al suo risveglio reclamerà Lucy dalla tomba. Quando sorge il sole Dracula scappa su per il camino e Renfield lo segue da un passaggio segreto nascosto dietro a una libreria. Van Helsing, John e Seward seguono il pazzo per il cunicolo e si ritrovano in un sotterraneo segreto dove il conte dorme nella sua cassa di terra. Van Helsing gli trafigge il cuore con un paletto, uccidendo il vampiro. Dopo la calata del sipario, Van Helsing torna sul palco e mette in guardia il pubblico dai vampiri, ricordando agli spettatori che sono un pericolo reale.

## Origini
Bram Stoker scrisse Dracula mentre lavorava al Lyceum Theatre di Londra come impresario per l'amico Henry Irving, il celebre attore vittoriano. Per evitare che altri mettessero in scena un adattamento teatrale della sua opera, Stoker organizzò frettolosamente una lettura recitata di Dracula al Lyceum e così facendo si assicurò i diritti teatrali del romanzo. Nel 1899 il giovane attore irlandese Hamilton Deane, vicino di Stoker a Dublino, si unì alla compagnia di Irving e successivamente se ne distaccò per fondare una propria compagnia teatrale, l'Hamilton Deane Company, nei primi anni venti, dopo la morte di Stoker e Irving. Nel 1923 Deane cominciò a lavorare su un adattamento teatrale di Dracula e l'anno successivo ottenne i diritti per portare in scena il romanzo da Florence Balcombe, la vedova di Stoker: la donna acconsentì in cambio di una fetta dei guadagni, dato che al tempo era impegnata in un'accanita e costosa battaglia legale contro i produttori di Nosferatu il vampiro. La pièce di Deane fu quindi il primo adattamento autorizzato del romanzo di Stoker.

## Rappresentazioni e adattamenti

### Allestimenti
Dracula esordì al Grand Theatre di Derby il 5 agosto 1924, prima di imbarcarsi per un lungo tour britannico che andò in scena in tutto il Regno Unito per tre anni prima di esordire a Londra nel 1927. Deane, che originariamente voleva interpretare l'eponimo protagonista, optò invece per la parte di Van Helsing, lasciando il ruolo del vampiro a Edmund Blake. La pièce fece il suo esordio londinese il 14 febbraio 1927 al Little Theatre in the Adelphi con Raymond Huntley nel ruolo di Dracula e Deane in quello di Van Helsing, rivelandosi un enorme successo. La richiesta di biglietti era tale che la produzione fu trasferita al Duke of York's Theatre, che ospitava più posti, e poi al Prince of Wales of Theatre, un teatro ancora più grande. All'esordio al Duke of York's Huntley interpretava ancora Dracula, mentre Stringer Davis era John Harker. Il produttore teatrale Horace Liveright ottenne i diritti per portare il dramma a Broadway e fece revisionare il testo da John L. Balderston per renderlo più affine alla sensibilità statunitense. Balderston semplificò la trama, ridusse la lunghezza della pièce e modificò alcuni dei personaggi. Infatti, i personaggi di Mina Murray e Lucy Westenra furono fusi insieme per creare un unico personaggio femminile, ora figlio del dottor John Seward, mentre i ruoli di Quincey Morris e Arthur Holmwood furono eliminati. La parte di Quincey era invece presente nella versione di Deane, anche se l'autore aveva cambiato il sesso al personaggio per avere più donne in scena. Diretto per le scene da Ira Hards, Dracula esordì al Fulton Theatre di Broadway il 5 ottobre 1927 e rimase in cartellone per 265 rappresentazioni fino al 19 maggio 1928. La parte del vampiro fu offerta a Huntley, che però preferì rimanere con il cast londinese, e Bela Lugosi fece così il suo esordio a Broadway nella parte di Dracula, il suo primo ruolo di rilievo che interpretava in lingua inglese. Edward Van Sloan interpretava Van Helsing e, come Lugosi, tornò a ricoprire il ruolo nell'adattamento cinematografico del 1931. I cambiamenti del testo apportati da Balderston si rivelarono un successo e furono adottati anche dalla produzione londinese. Nel 1928, al termine delle repliche a Broadway, Dracula cominciò una tournée statunitense di due anni con Raymond Huntley nella parte del vampiro transilvano.
Nel 1973 il produttore John Wulp riportò in scena Dracula a Nantucket, con i costumi e le scenografie dell'illustratore Edward Gorey al suo esordio nel mondo del teatro. La produzione, diretta da Dennis Rosa, fu riproposta al Martin Beck Theatre di Broadway dal 20 ottobre 1977 con i costumi di Gorey e il revival si rivelò un grande successo: vinse il Tony Award al miglior revival di un'opera teatrale e rimase in cartellone per 925 repliche fino al 6 gennaio 1980. Frank Langella interpretava Dracula, un ruolo successivamente ricoperto da Raúl Juliá nel corso delle repliche. La produzione di Rosa andò in scena anche in una tournée statunitense tra il 1978 e il 1979 con Jeremy Brett e il successo del revival di Broadway portò anche a un nuovo allestimento londinese in scena al Shaftesbury Theatre con Terence Stamp (Dracula) e Rosalind Ayres (Lucy Seward). Il Dracula di Deane e Balderston tornò in scena a New York per un breve revival al Little Shubert Theatre dal 5 al 9 gennaio 2011 con la regia di Paul Alexander; il cast comprendeva Michel Altieri nel ruolo di Dracula e George Hearn in quello di Van Halsing.

### Adattamenti cinematografici
L'influenza del dramma nella cultura di massa e nei successivi adattamenti del romanzo di Stoker è notevole, soprattutto per quello che riguarda la figura del conte vampiro: infatti la pièce fu la prima a caratterizzare Dracula non con gli elementi animaleschi e stereotipici del romanziere irlandese, ma come un aristocratico raffinato e affascinante secondo il modello del vampiro Lord Ruthven di Polidori. La pièce di Balderston e Deane fu adattata per il cinema nel 1931 da Tod Browning, con Bela Lugosi e Edward Van Sloan nei ruoli già interpretati a Broadway. Il film fu un grande successo e segnò un punto di svolta nella carriera di Lugosi.
Dopo il revival di Broadway del 1977, Frank Langella tornò a interpretare il conte in un nuovo adattamento cinematografico nel 1979. La pièce di Deane e Balderston fu ancora una volta la base per la sceneggiatura, anche se a differenza del film del 1931 questo remake incorporava anche personaggi ed elementi dal romanzo originale, seppur in chiave più romantica. La pellicola vinse il Saturn Award per il miglior film horror.